# Francesco Postiglione
Francesco Postiglione (Napoli, 29 aprile 1972) è un ex pallanuotista, ex nuotatore, dirigente sportivo, commentatore sportivo e avvocato italiano.

## Biografia
Nato a Napoli, in una famiglia dalle grandi tradizioni sportive la quale comprende tre velisti, due nuotatori e cinque pallanuotisti e un calciatore: il nonno Vittorio fu velista e canottiere al pari dei fratelli di quest'ultimo Fortunato e Guido (campione europeo nella classe Star della vela nel 1935); il papà Italo Postiglione fu un buon velista, così come lo zio Carlo, padre di Stefano Postiglione che ha partecipato come pallanuotista alle Olimpiadi di Los Angeles 1984 e Seoul 1988.
È tra i pochi atleti nella storia dello sport mondiale ad aver partecipato ai Giochi olimpici in due discipline diverse: ha fatto parte della spedizione azzurra come nuotatore a Barcellona 1992 e come giocatore del Settebello ad Atlanta 1996, Sydney 2000 e Atene 2004.
Ha dovuto ritirarsi dall'attività agonistica a 36 anni, a poche settimane dalla partecipazione ai Giochi olimpici di Pechino 2008.
Dal 2008 è consigliere della Federazione Italiana Nuoto di cui è stato eletto vice-presidente nel 2012. È anche commentatore tecnico delle partite delle nazionali di pallanuoto per RAI Sport insieme a Dario di Gennaro.
Contemporaneamente all'attività sportiva ha continuato gli studi universitari, laureandosi con il massimo dei voti in giurisprudenza presso l'Università degli Studi di Napoli Federico II.
Dal 2002 svolge l'attività di avvocato con specializzazione in diritto civile, diritto del lavoro e diritto sportivo; è iscritto all'albo speciale per il patrocinio davanti alle giurisdizioni superiori.
Nel 2020 è tra i fondatori della Napoli Nuoto.

## Carriera

### Nuotatore
Alla fine degli anni ottanta ha esordito come nuotatore e pallanuotista nelle file del Posillipo, squadra con cui collezionerà - sin dalle categorie giovanili - trofei in entrambe le discipline a livello regionale e nazionale. 
Ha vinto numerosi titoli nazionali a partire dal 1988 nella specialità dei 200 metri rana, distanza in cui ha migliorato più volte il primato italiano, gareggiando nelle maggiori competizioni internazionali. 
Ha fatto parte della nazionale italiana giovanile in occasione dei campionati europei di Amersfoort nel 1988 e di Leeds nel 1989, dove ha conquistato l'oro nelle due gare individuali dei 100 e 200 metri rana. Nel 1989 è stato convocato dalla nazionale maggiore, vincendo l'argento nella gara dei 200 metri rana in Coppa Latina (Nizza) ed esordendo ai campionati europei assoluti.
Nel 1990 migliora il successo dell'anno precedente in Coppa Latina, vincendo a La Paz la medaglia d'oro nei 200 metri rana e confermandosi miglior atleta italiano sulla distanza con la conquista dei campionati italiani assoluti. 
Nel 1991 partecipa ai campionati mondiali di Perth e agli europei di Atene, in entrambi i casi qualificandosi alla finale B. Con la partecipazione ai Giochi della XXV Olimpiade di Barcellona del 1992, chiude la propria esperienza da nuotatore vantando i seguenti titoli conquistati tra il 1986 e il 1992:
- 5 Titoli Italiani di Categoria
- 3 Primati Italiani Juniores
- 2 Trofei Otto Nazioni
- 1 Meeting Internazionale di Viareggio
- 2 Titoli Europei Juniores
- 5 Titoli Italiani Assoluti Indoor
- 2 Titoli Italiani Assoluti Estivi
- 1 Titolo Italiano Assoluto a Squadre
- 5 Primati Italiani Assoluti in vasca lunga
- 1 Primato Italiano Assoluto in vasca corta
- 2 Titoli Mondiali Polizia
- 1 Coppa Latina
- 1 Torneo Sei Nazioni
- 1 Trofeo Sette Colli
- 1 Trofeo Roberti

### Pallanuotista
Dopo l'esperienza natatoria torna alla pallanuoto, militando dapprima nelle file del Gruppo Sportivo Carabinieri, poi della Roma e, infine, in quelle del Posillipo, di cui vestirà la calottina numero 2 dal 1996 al 2008. 
Con la Roma si aggiudica una Coppa delle Coppe ed una Coppa LEN. 
Con il Posillipo raggiunge eccezionali risultati, sia in campo nazionale che internazionale, vincendo tre scudetti, tre LEN Champions League, una Coppa delle Coppe ed una Supercoppa LEN.
Ha fatto parte della nazionale di pallanuoto dal 1994 al 2008. Vanta con il Settebello ben 409 presenze e la partecipazione alle maggiori competizioni europee e mondiali, nonché ai Giochi olimpici di Atlanta 1996, Sidney 2000 e Atene 2004.

## Palmarès

### Pallanuoto

#### Club
- Campionato italiano: 3

Posillipo: 1999-00, 2000-01, 2003-04
- Coppa dei Campioni/Eurolega: 3

Posillipo: 1996-97, 1997-98, 2004-05
- Coppe LEN: 1

Roma: 1993-94
- Coppa delle Coppe: 2

Roma: 1995-96
Posillipo: 2002-03
- Supercoppa LEN: 1

Posillipo: 2005

#### Nazionale
- Giochi olimpici

Atlanta 1996: 
- Campionati mondiali

Barcellona 2003: 
- Campionati europei

Vienna 1995: 
Firenze 1999: 
Budapest 2001:  
- Coppa del mondo

Atlanta 1995: 
Sydney 1999: 
- World League

New York 2003: 

### Nuoto
nota: questa lista è incompleta
| Giochi olimpici             | ---             | 200 m rana             |
| 1992 Barcellona Spagna      | ---             | 8º in finale B 2'16"92 |
| Campionati mondiali         | ---             | 200 m rana             |
| 1991 Perth Australia        | ---             | 2º in finale B 2'16"84 |
| Campionati europei          | ---             | 200 m rana             |
| 1991 Atene Grecia           | ---             | 3º in finale B 2'17"70 |
| 1989 Bonn Germania Ovest    | ---             | 2'19"81                |
| Giochi del Mediterraneo     | ---             | 200 m rana             |
| 1991 Atene Grecia           | ---             | 5º 2'20"55             |
| Europei giovanili           | 100 m rana      | 200 m rana             |
| 1989 Leeds Regno Unito      | Oro 1'05"03     | Oro 2'21"97            |
| 1988 Amersfoort Paesi Bassi | Argento 1'05"59 | Bronzo 2'22"25         |

#### Coppa Latina
- 1990: La Paz,  Messico

200 metri rana:  oro, 2'18"26
- 1989: Nizza,  Francia

200 metri rana:  argento, 2'19"36

#### Campionati italiani
7 titoli italiani assoluti individuali:
- 1 nei 100 metri rana
- 6 nei 200 metri rana

| Anno | Edizione    | rana 100 m | rana 200 m | mista 4×100 m |
| ---- | ----------- | ---------- | ---------- | ------------- |
| 1992 | Estivi      | 2          | 1          | -             |
| 1992 | Primaverili | 2          | 1          | 3             |
| 1991 | Estivi      | 2          | 2          | -             |
| 1991 | Primaverili | 1          | 1          | 2             |
| 1990 | Estivi      | 3          | 1          | -             |
| 1990 | Primaverili | 2          | 1          | -             |
| 1989 | Estivi      | 3          | 2          | -             |
| 1989 | Primaverili | 2          | 1          | -             |
| 1988 | Estivi      | -          | 3          | -             |

## Onorificenze
- Medaglia d'argento al valore atletico conferita dal CONI nel 1998
- Medaglia di bronzo al valore atletico conferita dal CONI nel 1990